# François de Mailly
François de Mailly (Parigi, 4 marzo 1658 – Saint-Thierry, 13 settembre 1721) è stato un cardinale e arcivescovo cattolico francese.

## Biografia
François de Mailly nacque a Parigi il 4 marzo 1658 da una delle più nobili ed antiche famiglie della Piccardia: egli era infatti figlio terzogenito di Louis-Charles Mailly, marchese di Nesle e Montcravel, e di Jeanne de Monchy.
Dopo essersi diplomato in teologia a Parigi, ottenne il dottorato in legge presso l'Università La Sorbona.
Ordinato sacerdote, divenne abate commendatario del monastero di Flavigny el 1693. Elemosiniere del Re di Francia dal 1694, divenne abate commendatario del monastero benedettino di Saint-Martin de Massay presso Bourges nel 1695.
Promosso alla nomina episcopale dal re di Francia il 24 dicembre 1697, venne eletto arcivescovo di Arles il 7 aprile 1698 e consacrato l'11 maggio di quell'anno nella chiesa di Saint-Victor a Parigi per mano del cardinale Toussaint de Forbin-Janson, vescovo di Beauvais, assistito da Gabriel de Roquette, vescovo di Autun, e da François Chevalier de Saulx, vescovo di Alès. Ricevette il pallio metropolitano il 31 luglio 1698. Partecipò quindi alle assemblee del clero che si tennero nel 1705, 1707, 1711 e 1713. Trasferito alla sede arcivescovile di Reims dal 1º dicembre 1710, ricevette nuovamente il pallio il 26 gennaio 1711. Qui egli decise di supportare la costituzione apostolica Unigenitus Dei Filius del 1713 e per questo venne coinvolto nelle dispute tra il clero e la sua arcidiocesi, la reggenza ed il parlamento. L'Università di Reims lo elesse quale suo rettore nel 1717 ma egli declinò l'offerta in quanto l'università non era disposta ad accettare la bolla papale da lui fortemente promossa
Creato cardinale presbitero nel concistoro del 29 novembre 1719, il papa gli inviò la berretta cardinalizia il 23 dicembre 1719 ma non essendosi mai recato a Roma non ricevette mai ufficialmente il titolo cardinalizio corrispondente. Dal momento che la sua promozione non era stata voluta dal governo francese, gli venne proibito di indossare a corte l'abito cardinalizio sin quando non ricevette la berretta dalle mani di Luigi XV, divenendo poi abate di Saint-Etienne di Caen nel 1719 (o 1720).
A causa di una malattia non partecipò al conclave del 1721 che elesse a pontefice Innocenzo XIII e morì il 13 settembre successivo presso l'abbazia di Saint-Thierry. Esposto e sepolto nella cattedrale di Reims, il suo cuore venne deposto nella tomba dei suoi antenati a Nesle. Padre Châlippe tenne la sua orazione funebre.

## Genealogia episcopale e successione apostolica
La genealogia episcopale è:
- Cardinale François de Joyeuse
- Cardinale François d'Escoubleau de Sourdis
- Arcivescovo Jean-François de Gondi
- Vescovo Étienne de Puget
- Cardinale Toussaint de Forbin-Janson
- Cardinale François de Mailly

La successione apostolica è:
- Cardinale Filippo Antonio Gualterio (1700)
- Arcivescovo Jean-Joseph Languet de Gergy (1715)

## Stemma
| Image | Stemma |
| ----- | --- |
| \| \| | François de Mailly Duca e pari di Francia, cardinale, commendatore dell'Ordine dello Spirito Santo D'oro a tre magli di verde posti 2, 1. Lo scudo, accollato a una croce astile patriarcale d'oro, posta in palo, è timbrato da un cappello con cordoni e nappe di rosso. Le nappe, in numero di trenta, sono disposte quindici per parte, in cinque ordini di 1, 2, 3, 4, 5. |
|       | |